# Nano-
Nano er et SI-præfiks, som betyder en milliardtedel (10−9) af en enhed. F.eks. er en nanometer 0,000 000 001 m. Navnet kommer af nanos (νάνος) som betyder dværg på græsk. 